# I fratelli corsi
I fratelli corsi è un film del 1961 diretto da Anton Giulio Majano, tratto dall'omonimo romanzo di Alexandre Dumas padre.
Fu l'ultimo film che Majano realizzò per il cinema: in seguito a questo infatti il regista si dedicò esclusivamente alla televisione.

## Trama
Nel clima acceso della lotta tra bonapartisti e lealisti, in Corsica, la famiglia Franchi viene sterminata dai Sagona.

## Produzione
Il film venne realizzato in co-produzione dalle italiane Flora Film e Variety Film, e dalla francese Méditerranée Cinéma.

## Distribuzione
In Italia la pellicola fu distribuita dalla Variety Film, che la presentò nelle sale il 22 dicembre del 1961.
In Francia, Paese co-produttore, il film uscì l'8 giugno del 1962, distribuito dalla Méditeranée Cinéma.
Venne poi distribuito dalla Cine Europa-Paradise Film Exchange anche in Canada, nella versione in lingua italiana, mentre per il passaggio televisivo negli Stati Uniti a cura del National Telefilm Associates (NTA), il film venne doppiato in inglese.